# مارك ماديوت
مارك ماديوت (بالفرنسية: Marc Madiot)‏ (و. 1959  م) هو دراج، وcyclo-cross cyclist ‏، ومدير رياضي ‏ فرنسي، شارك في طواف إسبانيا، وطواف فرنسا، والألعاب الأولمبية الصيفية 1980.

## جوائز
حصل على جوائز منها:

وسام جوقة الشرف من رتبة فارس (أبريل 2007)

## روابط خارجية
- مارك ماديوت على موقع أرشيف الدراجات (الإنجليزية)
- مارك ماديوت على موقع إحصائيات الدراجات الإحترافية (الإنجليزية)
- مارك ماديوت على موقع CycleBase (الإنجليزية)
- مارك ماديوت على موقع اللجنة الأولمبية الدولية (الإنجليزية)
- مارك ماديوت على موقع أوليمبيديا (الإنجليزية)